# Fitou
Fitou – miejscowość i gmina we Francji, w regionie Oksytania, w departamencie Aude. Gmina znajduje się na terenie Parku Regionalnego Narbonnaise en Méditerranée.
Według danych na rok 1990 gminę zamieszkiwało 579 osób, a gęstość zaludnienia wynosiła 19 osób/km². Wśród 1545 gmin Langwedocji-Roussillon Fitou plasuje się na 482. miejscu pod względem liczby ludności, natomiast pod względem powierzchni na miejscu 178.

## Zabytki
Zabytki w miejscowości posiadające status Monument historique:
- Chapelle Saint-Aubin (Chapelle Saint-Aubin)
- zamek w Fitou (Château de Fitou)

## Wino
Miejscowość dała nazwę apelacji winiarskiej Fitou, składającej się z nadmorskiej części wokół Fitou i położonej w głębi lądu enklawy wokół Tuchan. Fitou znane jest przede wszystkim z win czerwonych ze szczepów grenache, carignan noir, syrah i mourvèdre. Miejscowi producenci mogą także sprzedawać miejscowe wino pod bardziej ogólną apelacją, AOC Corbières.